# Cámara de Comercio Ibero-Rusa
La Cámara de Comercio Ibero-Rusa (CCIR) es una  cámara de comercio de iniciativa privada constituida en España con ocasión de la celebración del Año Dual España-Rusia 2011. Se trata de una institución creada para fomentar las relaciones comerciales entre los países Iberoamericanos, de la península ibérica y la Federación Rusa a través de realización de una serie de actividades y la presentación de diversos servicios.